# Arbutine
Extrait de la busserole ou d'autres plantes, l'arbutine est un β-glucoside d'hydroquinone utilisé en cosmétique comme dépigmentant par son action inhibitrice de la tyrosinase et en  phytothérapie urinaire pour ses propriétés diurétiques et antibactériennes.

## Provenance
L’arbutine est une molécule présente à l'état naturel chez plusieurs espèces de plantes de la famille des Éricacées. On peut la trouver dans les feuilles de busserole (Arctostaphylos uva-ursi), d'arbousier (Arbutus unedo), de myrtille (Vaccinium myrtillus), de bruyère cendrée (Erica cinerea), ou encore de canneberge (e.g. Vaccinium oxycoccos et Vaccinium macrocarpon).

Chez A. uva ursi, on trouve une concentration en arbutine comprise entre 5,95 et 7,16 %, sujette aux variations dans le microhabitat de la plante. On remarque aussi que l’arbutine est plus abondante dans la plante en automne qu'au printemps.

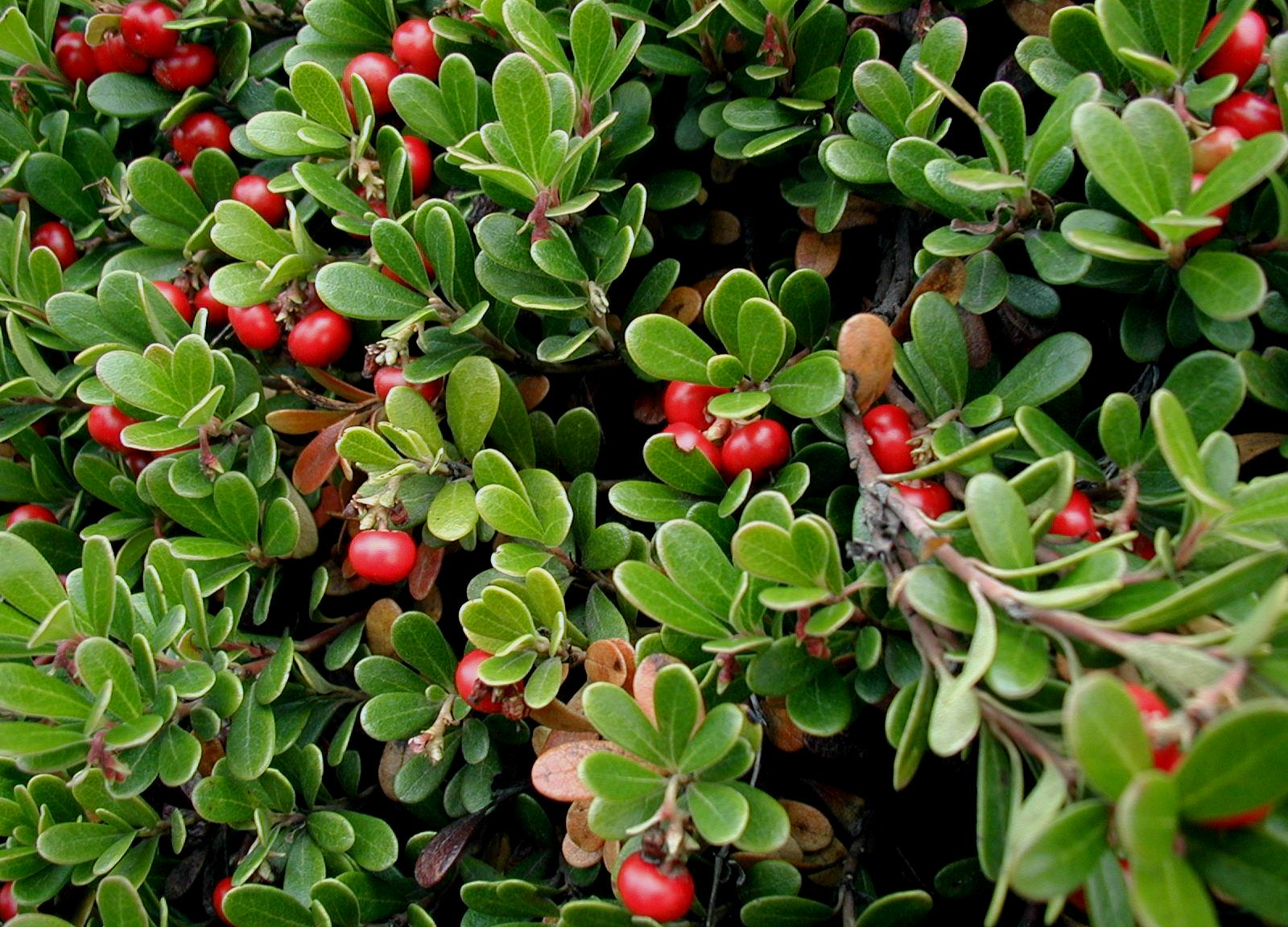
Fruits

## Synthèse
On peut synthétiser l’arbutine à partir de l’acétobromoglucose et de l’hydroquinone.
En 1) et en 2) on a les réactions d'addition d'halogène pour former l'acétobromoglucose à partir du glucose, puis en 3) on ajoute l'hydroquinone qui est substituée à la place du brome. Enfin en 4) on forme les fonctions alcool de l'arbutine.
Pour finir en 5) on obtient l'arbutine comme produit final.
D'autres synthèses sont aussi possibles notamment en faisant réagir le pentaacétate de  β-D-glucose et la benzénoxyhydroquinone en présence de trichlorure de phosphoryle.

## Réaction
L'arbutine est  très hygroscopique, c'est-à-dire que l'arbutine a tendance à absorber l'humidité de l'air.
Elle est aussi très facilement hydrolysable par des acides dilués; une mole d'arbutine génère alors du D-glucose et de l'hydroquinone en quantités équimolaires.

## Utilisations
L'arbutine est utilisée pour différentes applications : 
- comme stabilisateur de couleur en photographie ;
- comme antibiotique pour le système urinaire ou diurétique ;
- dans la prévention des cystites récurrentes
- comme inhibiteur de la synthèse de la mélanine, et donc comme agent de blanchiment de la peau.
- dans les traitements des cancers de la peau[réf. nécessaire]

L'exposition d'adultes aux ultraviolets (UV-B) suivie d'un traitement à l'arbutine a inhibé l'hyperpigmentation chez 4 des 6 volontaires[source insuffisante]. Dans une étude plus récente, la pigmentation de la peau par les UV a été réduite de 43,5 % par l'arbutine[source insuffisante]. Bien que ces résultats préliminaires paraissent encourageants, des études plus systématiques chez un plus grand nombre d'individus seront requises pour confirmer ou non l'efficacité et l’innocuité de l'arbutine dans le traitement de l'hyperpigmentation chez l'homme.

## Toxicité
L’arbutine peut aussi avoir des effets néfastes chez certaines personnes.
Notamment, chez les personnes à l’estomac fragile, des effets indésirables peuvent se produire après l’ingestion de feuilles sèches d’A. uva-ursi comme des nausées ou des vomissements.
L'ingestion de fortes doses d’A. uva ursi peut causer des bourdonnements dans les oreilles, des difficultés respiratoires, des convulsions, des évanouissements, ou encore des crises de délire.[réf. souhaitée] 
Mais aussi du fait de la formation d’hydroquinone lors de l’hydrolyse de l’arbutine, on peut supposer que lorsqu'on absorbe de l’arbutine elle se transforme en hydroquinone, laquelle pourrait être nocive pour l’homme et pour l'environnement.[réf. nécessaire]

## Commercialisation
L’arbutine, et des produits à base de cette substance, sont disponibles commercialement, soit dans la forme naturelle ou synthétique du composé.